# Christian Schesaeus
Christian Schesaeus (numele latinizat al lui Christian Scheser) (n. 1535, Mediaș - d. 30 iulie 1585, Biertan) a fost un pastor luteran și poet umanist sas din Transilvania.

## Biografie
După studiile făcute la Gimnaziul din Brașov a urmat începând cu 1556 cursurile Universității din Wittenberg. După absolvirea studiilor universitare în 1558, Christian Schesaeus s-a întors în Transilvania, consacrându-se vieții ecleziastice. 
Prin sinodul de la Mediaș, din 1561, Schesaeus este ales pastor la Dupuș (lângă Mediaș), locul în care a început să scrie lucrarea Ruinae Pannonicae. Lucrarea a fost scrisă în limba latină în dactili hexametrici, după modelul Eneidei lui Publius Vergilius Maro.
Epopeea „Ruinae Pannonicae” reflectă evenimentele dure desfășurate în Ungaria, Transilvania, Moldova și Valahia timp de mai bine de 30 de ani (1540-1571). Epopeea lui are o dublă semnificație, una istorică și una literară. Poetul, care a fost martor ocular al unei epoci zbuciumate, descrie, prin prisma unui scriitor umanist, evenimentele din istoria românilor, sașilor și secuilor, exprimă opinii ale epocii despre originea și viața socială a acestora și descrie bogățiile și frumusețile naturale ale patriei. 
După opinia lui Christian Schesaeus, originea românilor este daco-romană, iar locuitorii din Transilvania, cei mai numeroși și oropsiți, sunt supranumiți daci. El descrie traiul acestora, portul și obiceiurile lor. 
În 1569 Christian Schesaeus a venit la Mediaș, tot în calitate de pastor, și și-a continuat creația literară. Abia în 1571 a tipărit la Wittenberg, editio princeps, a epopeii sale, pentru care a fost laureat de voievodul Transilvaniei Ștefan Bathory.
În 1580 lucra la Biertan, nu departe de Mediaș. 
La 30 iulie 1585 Christian Schesaeus a murit bolnav de ciumă. Osemintele sale au fost depuse în incinta Bisericii „Sfânta Margareta” din Mediaș.
Cu ocazia restaurării monumentului, în pereții corului au fost încastrate cele opt pietre funerare păstrate până atunci în sacristie. Prima din stânga este piatra funerară a lui Christian Schesaeus. Lespedea are o formă dreptunghiulară cu o bordură înaltă pe care există o inscripție în limba latină. În interior, câmpul central este mărginit de un decor renascentist din frunze acant răsucite. În jumătatea superioară apare în relief un înger care susține un blazon de formă mai complicată.

## Scrieri
- Confessio Ecclesiarvm Saxonicarvm In Transylvania, De Coena Domini: Anno 1561. Missa, Allata, et Exhibita Academiis, Lipsensi, Vitenbergensi, et Rostochianae. et Harvm De Illa Confessione Censvra, ... Cum breui praefatione Nicolai Selnecceri D.(Imago Boni Pastoris, Ad Christvm Mvndi Salvatorem accommodata: Iohan.10. Carmine Descripta à Christiano Schesaeo, Pastore Ecclesiae Mediensis in Transylvania.), Leipzig : Georg Deffner, 1584
- Ruinae Pannonicae, Wittenberg, 1571 (Găsiți aici cartea digitalizată)
- Opera quae supersunt omnia (Bibliotheca scriptorum medii recentisque aevorum. Series nova) Publisher: Akadémiai Kiadó (1979)  ISBN 963051740X ; ISBN 978-9630517409
- Historia Annae Kendi - Die Geschichte der Anna Kendi - Istoria Anei Kendi - Kendi Anna Históriája, Dacia / AKSL, Klausenburg / Heidelberg 1996
- Scrieri alese : Poezia latină din epoca Renașterii pe teritoriul României - Sommer, Johannes / Schesaeus, Christianus, Editura Junimea, 1988
- Christian Schesaeus - Scrieri alese, Editat de Institutul European, Colecția Romania Orientalis, 2005

## Scrieri despre el
- Hermann Schuller, Die handschriftlich erhaltenen Gesänge aus Schesäus Ruina Pannoncia, Editura Reissenberger, Mediaș, 1923
- Hermann Schuller, Christian Schesaeus als Lyriker, Editura Reissenberger, Mediaș, 1927
- Hermann Schuller, Die Reden des Christian Schesäus im Lichte der humanistischen und reformatorischen Rhetorik, 1931
- Csonka, Franciscus: Christianus Schesaeus: Opera quae supersunt omnia. Bp., 1979. (Bibliotheca Scriptorum Medii Recentisque Aevorum. Series Nova. Tomus IV.)